# العزة بالحائر
العزة بالحائر، هي مركز من فئة (أ) وتقع في إمارة مدينة الرياض، والتابعة لمنطقة الرياض في السعودية. وتبعد العزة عن إمارة الرياض بمسافة تقارب () كم.